# Cheshire Hall
El Cheshire Hall es un equipo de fútbol de las Islas Turcas y Caicos que juega en la WIV Liga Premier, la liga de fútbol más importante del país.

## Historia
Fue fundado en el año 1999 en la ciudad de Providenciales y desde el año 2012 han ganado al menos un torneo en cada temporada en la que han participado, ya sea de liga o de copa, acumulando dos títulos de liga y dos de copa.

## Palmarés
- WIV Liga Premier: 2

2012, 2013
- Copa Presidente TCIFA: 2

2012, 2014